# Propagul
V biologiji je propagul vsak material, ki služi propagaciji organizma v naslednjo stopnjo njegovega življenjskega cikla, največkrat v obliki razširjanja. V večini primerov je propagul mogoče zlahka ločiti od starševskega organizma, saj se med seboj razlikujeta po izgledu. Med znane taksone, ki proizvajajo propagule, spadajo zlasti rastline (razširjajo se v obliki semen in spor), glive (razširjajo se v obliki glivnih spor, npr. askospor zaprtotrosnic in bazidiospor prostotrosnic) in bakterije (razširjevalne enote so mnogokrat endospore in mikrobne ciste).
V bolezenski biologiji pravimo, da patogeni organizmi generirajo tako imenovane infektivne ali okužbene propagule, ki služijo razširjanju različnih bolezni. Med tovrstne patogene sodijo bakterije, virusi, glive in protisti. Okužbeni propaguli se lahko med gostitelji širijo kar obdani z gostiteljevim materialom (npr. pri gripi ali influenci se infektivni propaguli prenašajo v kapljicah gostiteljeve sline ali sluzi, ki se sproščata med kašljanjem ali kihanjem, in po zraku potujejo v obliki aerosolov – takšno okužbo imenujemo aeorogena in kapljična infekcija).
V hortikulturi je propagul vsak rastlinski material, ki se uporablja za tako imenovano propagacijo rastlin. Pri nespolnem razmnoževanju kot propagul pogosto služi rastlinski potaknjenec. Pri določenih rastlinah se lahko za isti namen uporablja tudi dele listov ali korenin. Kadar govorimo o spolnem razmnoževanju rastlin, izraz propagul pripisujemo semenu ali spori. Pri mikroprogaciji, tipu nespolnega razmnoževanja, je mogoče uporabiti kateri koli rastlinski del, a se navadno poslužuje izrazito meristematskih delov, kot so korenine in rastni vršički – brsti.

## Galerija
- Različna rastlinska semena
- Spore praprotnice
- Ask z askosporami
- Mikroskopski prikaz bazidija
- Cista korenonožca Entamoeba histolytica
- Kapljice sline lahko prenašajo okužbene propagule
- Potaknjenec magnolije
- Brst pri lipi

## Sklic
1. ↑  »Reproduction and dispersal - lichens«. www.anbg.gov.au (v angleščini). Pridobljeno 13. januarja 2022.
2. ↑  Chuang, T. Y.; Ko, W. H. (1. januar 1981). »Propagule size: Its relation to population density of microorganisms in soil«. Soil Biology and Biochemistry (v angleščini). Zv. 13, št. 3. str. 185–190. doi:10.1016/0038-0717(81)90018-3. ISSN 0038-0717.
3. ↑  »Botanični terminološki slovar | ZRC SAZU«. isjfr.zrc-sazu.si. Pridobljeno 13. januarja 2022.
4. ↑  »Termania - Slovenski medicinski slovar - aerogén«. www.termania.net. Pridobljeno 13. januarja 2022.
5. ↑  »Termania - Slovenski medicinski slovar - okúžba«. www.termania.net. Pridobljeno 13. januarja 2022.
6. ↑  Ellis, David; Pfeiffer, Tania (13. oktober 1990). »Ecology, life cycle, and infectious propagule of Cryptococcus neoformans«. The Lancet (v angleščini). Zv. 336, št. 8720. str. 923–925. doi:10.1016/0140-6736(90)92283-N. ISSN 0140-6736. PMID 1976940.
7. ↑  Sasaki, A.; Iwasa, Y. (april 1991). »Optimal growth schedule of pathogens within a host: switching between lytic and latent cycles«. Theoretical Population Biology. Zv. 39, št. 2. str. 201–239. doi:10.1016/0040-5809(91)90036-f. ISSN 0040-5809. PMID 2057912.{{navedi revijo}}:  Vzdrževanje CS1: samodejni prevod datuma (povezava)
8. ↑  Kaya, Harry K.; Tanada, Yoshinori (2012). Insect pathology (2 izd.). Amsterdam: Elsevier/Academic Press. ISBN 978-0-12-384984-7. OCLC 778786616.
9. ↑  Hartmann, Hudson T. (2002). Plant propagation : principles and practices (7 izd.). Upper Saddle River, N.J.: Prentice Hall. ISBN 0-13-679235-9. OCLC 48056156.